# ОШ „Јован Цвијић” ИО Острово
ОШ „Јован Цвијић” ИО Острово је четворогодишња образовна установа, која је своју основну делатност обавља као издвојено одељење Основне школе „Јован Цвијић” у Костолцу.
Школа у Острову почела је са радом око 1901. године, тада на простору Аустроугарске. Последња је од сеоских школа, која се укључила у мрежу школе у Костолцу. Наставу похађа само 14 ученика распоређених по групама у оквиру једног одељења. Попут осталих сеоских школа и она има, поред учионице за извођење наставе, и предшколско одељење. Први учитељи били су брачни пар Влада и Емилија Коњевић.